# 斯科特·狄克遜
斯科特·狄克遜（英語：Scott Ronald Dixon）是一位来自新西兰的职业赛车手，他效職NTT印第賽車系列賽的奇普·加納西車隊。狄克遜曾六次赢得印第赛车冠军：2003年、2008年、2013年、2015年、2018年和2020年。他还在2008年赢得了第92届印第安纳波利斯500的杆位。凭借51场胜利，狄克遜是美国冠军车历史上第三位最成功的车手（仅以67场和52场的成绩落后于A. J. Foyt和马里奥·安德雷蒂），他的51场胜利领先当前印第賽車系列賽的所有现役车手。他还是代托纳24小时耐力赛的三届总冠军和一次組別冠军。除了他的六个系列赛冠军之外，狄克遜在2005年至2021年之间连续17个赛季至少赢得了一场比赛，现在拥有19个赛季赢得比赛的历史记录，打破了A. J. Foyt的18场比赛记录。他是系列赛首年便赢得冠军的唯一车手。

## 外部連結
- 印第賽車 車手檔案 （页面存档备份，存于）